# Шинн, Эверетт
Эверетт Шинн (англ. Everett Shinn; 1876—1953) — американский художник, один из участников школы Мусорных вёдер; иногда выставлялся с участниками группы «Восемь».

## Биография
Родился 6 ноября 1876 года в городе Вудстаун, штат Нью-Джерси. Его родители — Isaiah Conklin Shinn и Josephine Ransley Shinn были фермерами. Был в семье вторым сыном и назван в честь американского пастора и писателя Эдварда Хейла, поклонником которого был его отец.
В возрасте пятнадцати лет Эдвард был зачислен в колледж Spring Garden College, где обучался черчению. В следующем году он уже брал уроки в Пенсильванской академии изящных искусств, и с 17 лет работал в качестве штатного художника в газете Philadelphia Press. Переехав в 1897 году в Нью-Йорк, он вскоре стал известен как один из талантливых городских художников-реалистов, изображая современную городскую жизнь. В 1899 году Шинн стал работать в журнале Ainslee’s Magazine, в котором была занята и его жена, как иллюстратор. Некоторое время работал пастелью. В 1900 году он вместе с женой, которую называл Флосси, путешествовали в Европу, для изучения европейских художников и наработки материалов для очередной выставки. Эта поездка повлияло на его творчество — художник был захвачен импрессионизмом, что особенно проявилось в его работах на тему театра.
В феврале 1908 года Шинн выставлялся на легендарной выставке в Macbeth Galleries, Нью-Йорк, миссия которой заключалась в протесте против консервативных вкусов и ограничительной выставочной деятельности Национальной академии дизайна. В отличие от других членов группы «Восемь», Шинн не экспонировался в знаменитой выставке современного искусства Арсенальная выставка (1913 год).
Хорошо отлаженная карьера художника в 1920-е годы, принесла трудности и финансовые потери во время Великой депрессии по причине низкой продажи картин. После этого сложного периода в истории Америки, его работы вновь имели успех, они включались в престижные музейные экспозиции. Начиная с 1940-х годов, его дела резко пошли вгору, став финансово независимым. Эверетт в очередной раз развёлся, имел хороший доход, стал владельцем домов в Коннектикуте и на севере штата Нью-Йорк, четырежды был женат и имел многочисленных любовниц.
Умер от рака лёгких 1 мая 1953 года в Нью-Йорке. Был прообразом героя романа 
Теодора Драйзера «Гений» — художника Юджина Витла.

### Семья
В 1898 году Эверетт Шинн женился на Florence «Flossie» Scovel, иллюстратор, родом из Нью-Джерси. В 1912 году они развелись, и в 1913 он женился на Corinne Baldwin, у которой уже было двое детей — Джанет и Дэвид. Развёлся с ней и ещё дважды был женат.

## Труды
За свою художественную деятельность Шинн получил несколько наград за картины, участвовал в ряде выставок. Его лучшие произведения охватывают период американской городской жизни в первые годы XX века; его наиболее выдающиеся работы — The London Hippodrome и The Orchestra Pit: Old Proctor’s Fifth Avenue Theater — являются одним из величайших образов в американском искусстве.

Некоторые работы
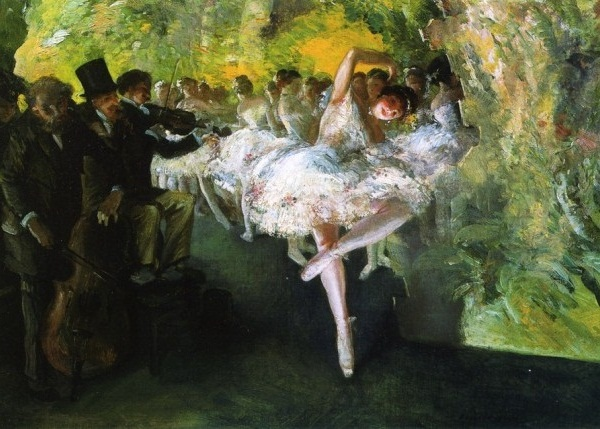
Rehearsal of the Ballet
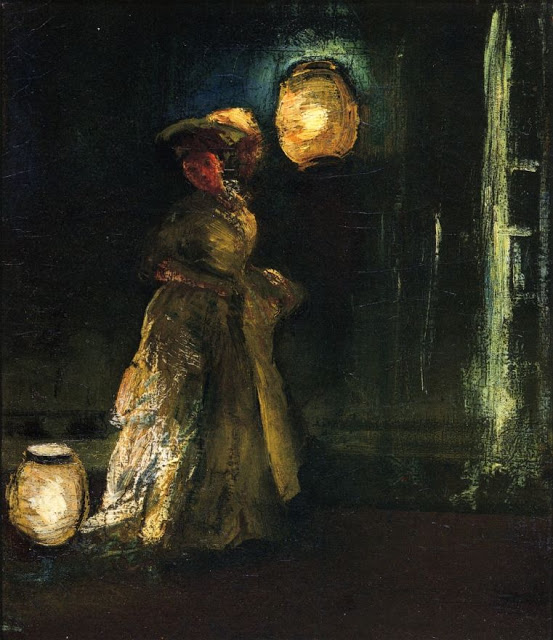
Girl with Japanese Lanterns
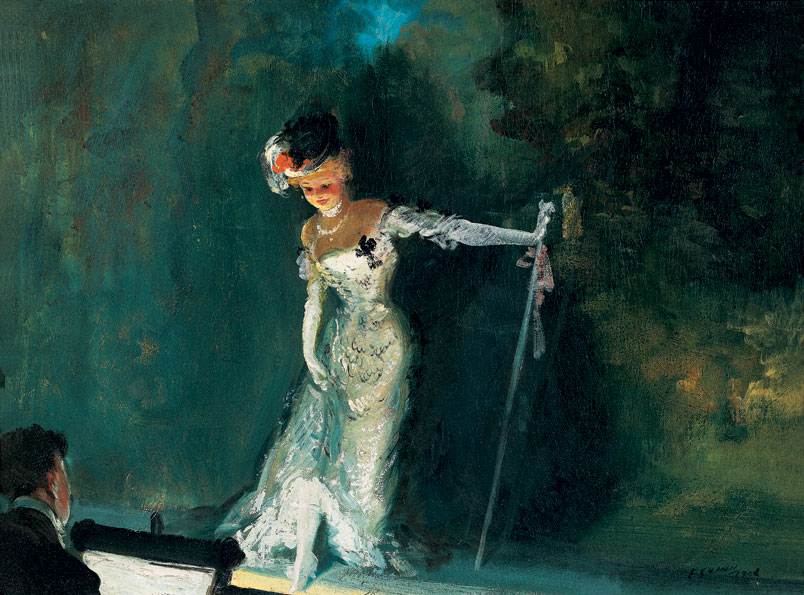
Revue